# ミケーレ・シンドーナ
ミケーレ・シンドーナ（Michele Sindona、1920年5月8日 - 1986年3月22日）は、イタリアの弁護士で銀行家。マフィアのマネーロンダリングや金融捜査官の暗殺を行い有罪判決を受け、刑務所内で不審死をとげた。

## プロフィール

### 生い立ち
シチリア州メッシーナ県のパッティで生まれた。実家は貧しかったものの大学に進学し、第二次世界大戦下の1942年にメッシーナ大学の法学部を卒業し弁護士資格を取得した。

### マフィアとの関係

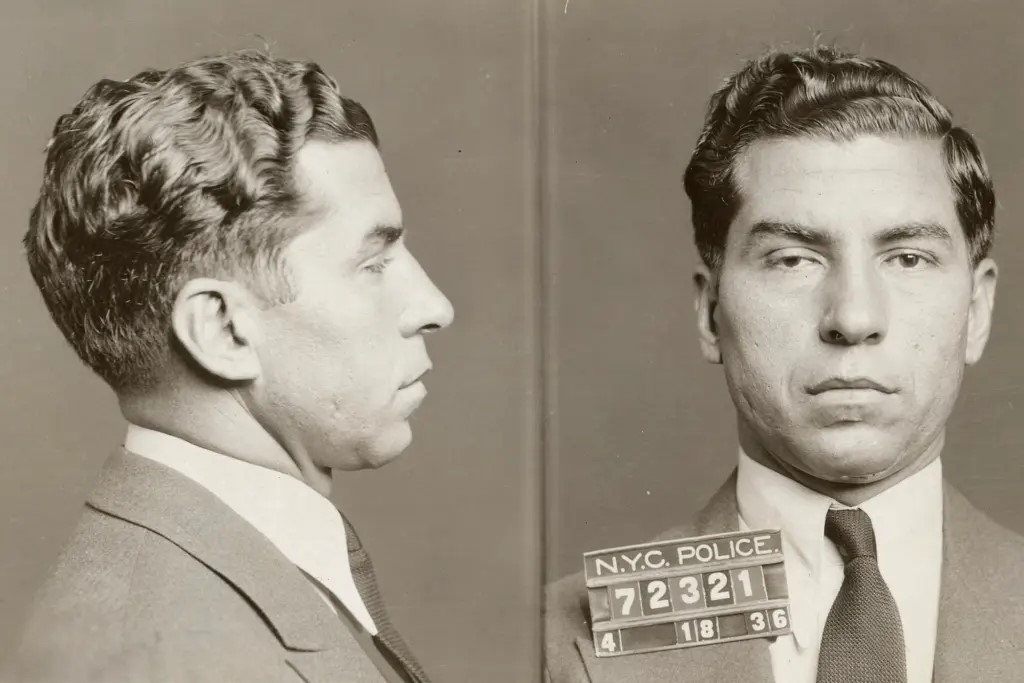
ラッキー・ルチアーノ

その後地元の簡易裁判所勤務を経て、ソシエタ・ジェネラーレ・インモビリアーレ社などの企業弁護士となる。しかしその後、第二次世界大戦下における連合国軍のイタリア（シチリア島）上陸を支援したイタリア系アメリカ人のマフィアであるラッキー・ルチアーノと知り合い、イタリアを占領下に置いたアメリカ軍の小麦粉から武器まで様々な物資の横流しなどを行うマフィアの手助けを行う。
大戦終結後の1946年にはミラノに移り、マフィアがこれらの違法行為で稼いだ資金の海外移転やマネーロンダリングなどを行う傍ら、後にローマ教皇パウロ6世となるジョバンニ・バッティスタ・モンティニ大司教との関係を結んだ。
なおルチアーノは連合国軍のシチリア島上陸を助けた後にアメリカへと戻り、その後1946年にイタリアへと「国外追放」された。1952年にシンドーナは、ルチアーノの依頼を受けてアメリカに渡り、ルチアーノと関係の深いアメリカのマフィアや金融機関などとの関係を構築した。

### マネーロンダリング
イタリアへ帰国すると、アメリカを追放されていたマフィアのジョー・アドニスが高級ホテルやスーパーマーケットなどの合法事業の設立を始めていた。シンドーナはアドニスの事業の顧問税理士となり、マフィアとの癒着をさらに深めていった。
1956年に更にアドニスの依頼を受けて、ヘロイン密輸の収益のマネーロンダリングを行い、さらにその後ヴィト・ジェノヴェーゼやカルロ・ガンビーノなど、「五大ファミリー」のメンバー達のマネーロンダリングも担当することになる。なおこれらのマネーロンダリングの多くは、自らが頭取となったミラノのプライベートバンクを通じて行っていた。
1957年にパレルモのパルムホテルで行われたアメリカとシチリア両マフィアによる会議にも呼ばれ、親しいアドニスの隣の席に座っていたという。1959年にヴィト・ジェノベーゼに呼ばれ渡米する。ジェノベーゼはシンドーナに脱税の相談をしたと言われている。

### ロッジP2とバチカン、CIAとの関係
1960年代後半には、ネオ・ファシストの極右政党であるMSIやCIA、さらにサルヴァトーレ・リイナと深い関係を持っていたリーチオ・ジェッリが代表を務めるフリーメイソンの「ロッジP2（Propaganda Due）」の会員となり、ジェッリを通じて、その後宗教事業協会（バチカン銀行）の主力取引行のアンブロシアーノ銀行の頭取となったロベルト・カルヴィと知り合うこととなった。
当時のバチカン銀行の総裁は、ジェッリと親しかったポール・マルチンクス大司教が勤めており、その後バチカン銀行はシンドーナが頭取となったプリバータ・フィナンツァリア銀行の大株主となり、シンドーナもマルチンクス大司教の計らいで、ローマ教皇庁の財務顧問に就任した。なおマルチンクス大司教は、シンドーナとミラノ時代に関係を結び、その後1963年にローマ教皇になったパウロ6世にの推薦によってバチカン銀行の総裁に任命されていた。
さらにマルチンクス大司教と昵懇の仲のアメリカ人銀行家で、リチャード・ニクソン政権の財務長官を務めたデヴィッド・M・ケネディが頭取を務めるコンチネンタル・イリノイ銀行も、プリバータ・フィナンツァリア銀行の残りの多くの株を所有することとなった。

### リラの守護神

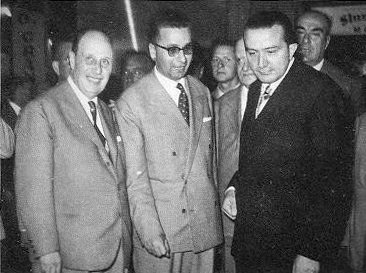
アンドレオッティとジェッリ

「ロッジP2」を通じてバチカン銀行とのつながりを得たシンドーナは、表立ってはイタリアを代表する銀行家の1人としてふるまい、1973年9月にはジュリオ・アンドレオッティ首相から「リラの守護神」とたたえられ、さらに駐伊アメリカ大使から、1973年の「マン・オブ・ザ・イヤー」に選ばれ表彰されている。
しかしその裏では、マルチンクス大司教の庇護の下、ジェッリやカルヴィとともにバチカンとイタリア政界、マフィアをとその資金をつなぐ役割を果たすとともに、プリバータ・フィナンツァリア銀行と、その後自ら買収したウニオーネ銀行とバチカン銀行を経由してマフィア絡みのマネーロンダリングと不正融資を率先して行った。さらにCIAが所有していたイタリアの英字紙「デイリー・アメリカン」を買収したほか、CIAからの資金をリーチオ・ジェッリをはじめとする「ロッジP2」のメンバーがその多くを占めるイタリア国内の反共団体に流すなど、冷戦下でイタリアの左傾化を押しとどめようと画策したCIAへの協力を行った。
なお、このようにCIAとの関係は保っていたものの、ケネディ財務長官が1971年に辞任したために、その後もアメリカ政界への影響力を保ち続けることをたくらみ、ニクソン大統領の再選委員会の財務担当者のモーリス・スタンズに対して100万ドルの資金提供を申し出た。しかし、公表しない秘密資金としての提供を申し出たうえに、当時シンドーナがFBIの監視対象に入っていたためにスタンズはこれを断っている。

### 崩壊
その後1974年4月にミラノの株式市場が暴落し、「シンドーナ・ショック」と呼ばれた。その結果シンドーナが経営していたウニオーネ銀行とプリバータ・フィナンツァリア銀行の経営が悪化し、2行を合併させプリバータ・イタリアーナ銀行とさせたが、同年9月には3億アメリカドルを超える負債を抱えていたことが判明し整理に追い込まれた。同じくシンドーナが経営権を持っていたアメリカのフランクリン・ナショナル・バンクも同時に経営状況が悪化したことを受けて、イタリアの財政局がシンドーナに対し横領罪での調査を進めた。
財務局はシンドーナとバチカン銀行の関係に注目し、マルチンクス大司教はイタリア当局から数度にわたり尋問を受け、その後バチカン銀行監査課のルイージ・メンニーニが逮捕された。その後シンドーナの容疑も固まり10月4日には逮捕令状が出たが、前日に逮捕令状が出ることをジェッリ経由で伝えられたシンドーナはスイスのジュネーヴに逃亡した。
同月8日にはフランクリン・ナショナル・バンクも破たんした。これらのシンドーナが経営する銀行の相次ぐ破たんにより、バチカン銀行は多額の損失を計上し、その損失総額は2億4千万ドルに上ると推定された。なお、シンドーナが国外逃亡した後、これまでシンドーナが行っていた「役割」は、シンドーナの逮捕直後の1975年にバチカン銀行の主力取引行のアンブロシアーノ銀行の頭取となったカルヴィが引き継ぐ形となった。

### 逮捕

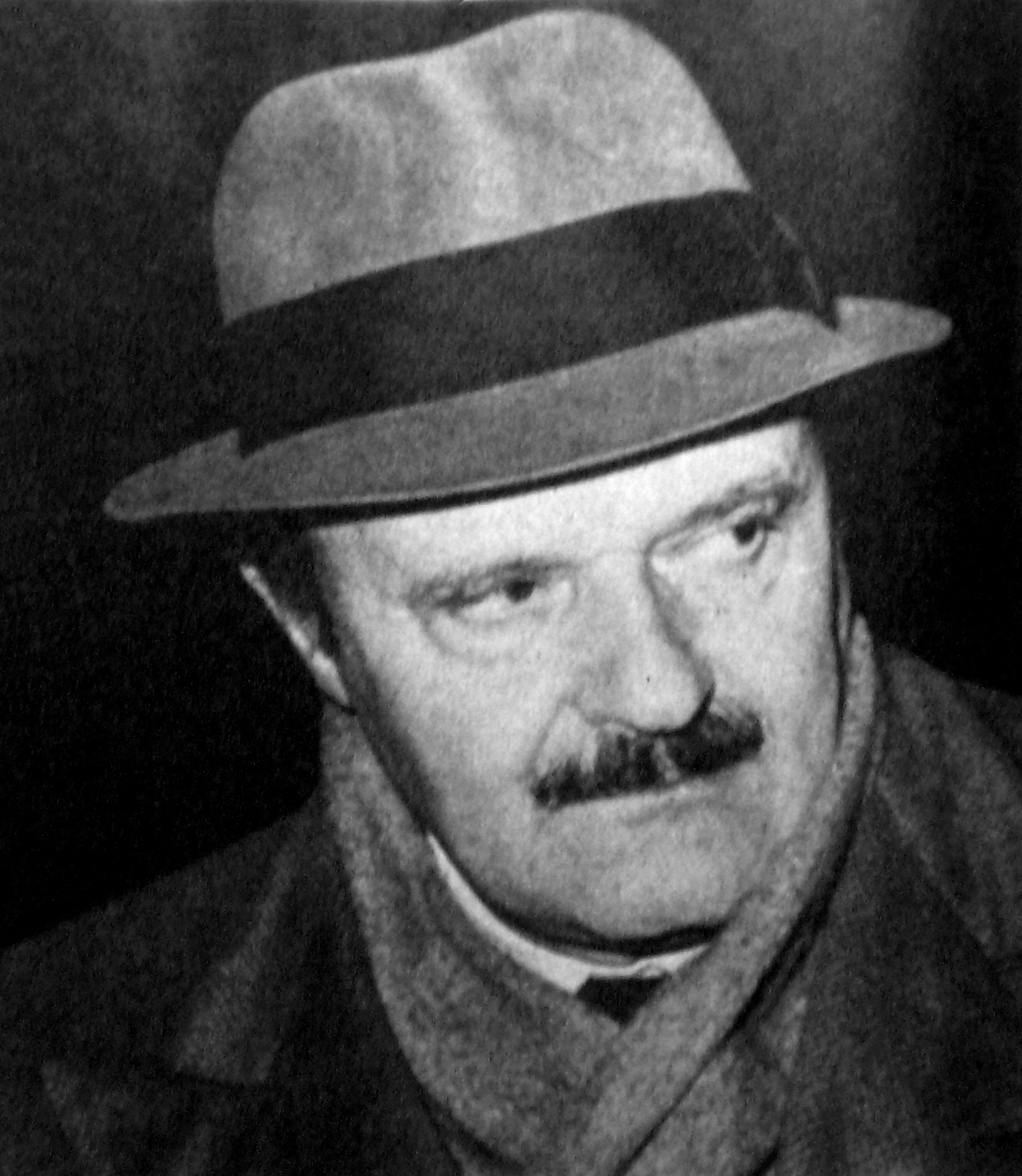
ロベルト・カルヴィ

その後シンドーナは23件に上る横領罪で起訴され、ミラノにおける欠席裁判で3年6カ月の判決を受けたものの、逮捕を逃れるべくさらにアメリカへ逃亡し、コロンビア大学をはじめとする大学で講演を行うかたわら、ジェッリの協力を受けてイタリア政府による犯人引き渡しに抵抗し続けた。
シンドーナは1976年9月にニューヨークで逮捕されたが、保釈金を支払い再び自由の身となった。なお、シンドーナと昵懇の仲にあり、シンドーナの逮捕後にその役割を引き継いだカルヴィは、シンドーナが逮捕された際に、約50万アメリカドルの保釈金を支払うようにシンドーナから依頼されたが、カルヴィはこれをかたくなに無視し続けたため、このことに激怒したシンドーナがイタリアやアメリカのマスコミに対してカルヴィの「犯行」を暴露するなど関係が悪化した。これにあわてたカルヴィは後にスイスのシンドーナの口座に保釈金と同額を入金した。

### 再逮捕
さらに1979年3月に、アメリカ司法省はフランクリン・ナショナル・バンク破たんに関してシンドーナを詐欺や横領の容疑で起訴し、シンドーナは再び逮捕されたものの、その後300万ドルの保釈金を支払い釈放された。その後シンドーナは、同年8月に偽造パスポートでイタリアへ密航し、ミラノにかくしておいたままの秘密顧客リストの奪還を図った。なおシンドーナは、この密航をごまかすためにマフィアの手を借りて同年10月にニューヨークで誘拐事件の自作自演を行った。
しかしその後シンドーナは1980年3月にアメリカで65件にわたる経済犯罪の容疑で裁判にかけられた結果、有罪判決を受けマンハッタンの拘置所に収監されることとなった。なおその後5月にシンドーナは服毒自殺を図ったが失敗し、6月には25年の実刑と25万ドルの罰金の刑が言い渡された。なお誘拐事件の自作自演に対してさらに2年6カ月の懲役が追加された。
なお1981年1月には、何者かがマンハッタンの拘置所に収監されていたシンドーナをヘリコプターで脱獄させようとを企んだものの、未遂に終わった上に、この事件への関与を問われ当局より追及されることとなった。

### アンブロゾーリ調査官暗殺
1979年7月11日に、かつて弁護士としてプリバータ・イタリアーナ銀行の清算人に指名され、その後同行とバチカン銀行、アンブロシアーノ銀行の関係と、その投資内容を調査するイタリア警察の金融犯罪担当調査官となっていたジョルジョ・アンブロゾーリが自宅前で銃撃され暗殺された。
その後イタリア当局は捜査を進め、1981年7月にはシンドーナがアンブロゾーリ調査官の暗殺をマフィアに依頼したと断定し、シンドーナに逮捕状を出した。さらに息子のニーノ・シンドーナら数人にも逮捕状が出され、イタリア当局はアンブロゾーリ調査官の暗殺の容疑で裁判にかけるため、シンドーナの身柄の引き渡しをアメリカ政府に依頼した。その後イタリアに引き渡されたシンドーナは、1984年3月にアンブロゾーリ調査官の暗殺により懲役25年の判決を下され、イタリア国内の刑務所に収監された。

### カルヴィ暗殺事件

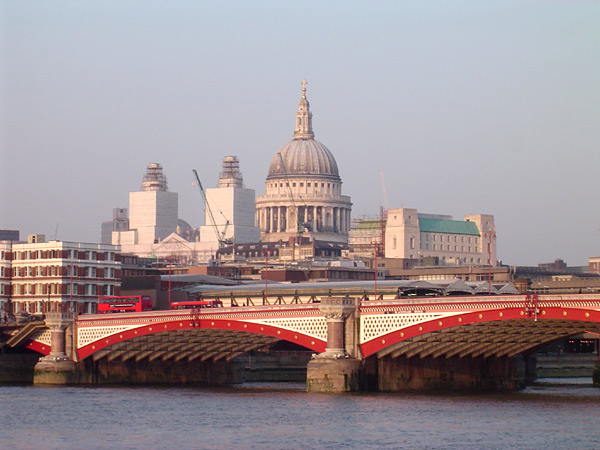
ブラックフライアーズ橋

シンドーナの逮捕と逃亡後に、シンドーナの「役割」を引き継いだアンブロシアーノ銀行頭取のカルヴィは、マルチンクス大司教の庇護の下バチカン銀行を経由したマフィア絡みのマネーロンダリングと不正融資を続けた。しかしその後、アンブロシアーノ銀行を経由した不明朗な資金の流れは、イタリア政府関係者やイタリアをはじめとする各国のマスコミの疑念を呼ぶこととなり、1981年から1982年にかけてイタリア中央銀行による大規模な査察を受けた結果、およそ10-15億アメリカドルに上る使途不明金を抱えていたことが明らかになり、1982年5月に破綻した。
なおカルヴィは、アンブロシアーノ銀行の破綻とそれに伴う議会の公聴会への招聘の直前に、かつてシンドーナが行ったのと同様に、何者かの助力を受けて偽造パスポートを使い国外に逃亡していたが、1982年6月17日未明に、各国の当局やマスコミから身柄を追われていたカルヴィが、イギリスの首都、ロンドンのテムズ川にかかるブラックフライアーズ橋の下で「首吊り死体」の姿で発見されたため、当事者のバチカンとイタリア、イギリス政府のみならず、全世界を揺るがす大騒動となった。
カルヴィの死体が発見された当時は単なる自殺であるということで片付けられたものの、その後遺族らによって再捜査を依頼されたスコットランド・ヤード（ロンドン警視庁）が再捜査を開始し、最終的に1992年に他殺と判断された。なお、暗殺の直接的な理由として、「アンブロシアーノ銀行破綻と、その主因であるマネーロンダリングや不正融資における中心人物であったカルヴィの口封じ」や、「アンブロシアーノ銀行破綻により、多額の資金を失うことになったマフィアやイタリア政界上層部による復讐」など多くの理由がマスコミを中心噂された。

### 最期
その後シンドーナは1986年3月22日に刑務所内でエスプレッソを一口飲んだ後に「毒を入れられた」と叫びそのまま意識を失い死亡した。その後のイタリア当局の調査では「服毒自殺だった」とされている。
しかし、死の直後からマスコミを中心に「マフィアとバチカン銀行、イタリア政界の関係や、カルヴィ暗殺事件の口封じ」や、「プリバータ・イタリアーナ銀行破綻により、多額の資金を失うことになったマフィアやイタリア政界上層部による復讐」を目的にした他殺が疑われており、カルヴィ同様に暗殺されたとの見方が多数を占めている。

## その後のバチカン銀行
この様な大スキャンダルに見舞われたものの、バチカン銀行はその後も主要取引銀行を介して度々マネーロンダリングなどの違法な取引にかかわったと指摘されている。近年も2009年11月と2010年9月の2度に渡り、バチカン銀行とエットーレ・ゴティテデスキ総裁が主要取引行の1つのクレディット・アルティジャーノ銀行を介したマネーロンダリングを行ったとの報告を受けたイタリアの司法当局が捜査を行い、捜査の過程で2300万ユーロの資産が押収されている。